# 4U 0142+61
4U 0142+61 (PSR J0146+61 / 1RXS J014621.5+614509) es un púlsar situado en la constelación de Casiopea con un período de rotación de 8,69 segundos. Se encuentra a 13 000 años luz de distancia del sistema solar. En 2006 se descubrió un disco circunestelar alrededor de este objeto.
4U 0142+61 es un remanente estelar resultante de la explosión de una supernova. La masa inicial de la estrella se estima entre 10 y 20 masas solares, existiendo como estrella durante unos 10 millones de años, para finalmente colapsar hace unos 100.000 años y estallar como una supernova. En concreto, 4U 0142+61 es un magnetar, una estrella de neutrones con un fuerte campo magnético. Se trata de una variedad de púlsar cuya característica principal es la emisión, en un breve período, de enormes cantidades de alta energía en forma de rayos X.
Observaciones en el infrarrojo con el telescopio espacial Spitzer han mostrado la presencia de un disco circunestelar a 1,6 millones de km de la estrella (unas 0,01 UA) que puede contener materia equivalente a 10 veces la masa de la Tierra. Formado por material expulsado por la supernova, se piensa que en un futuro dicho material puede condensarse para formar planetas, siendo la primera vez que se detecta un disco protoplanetario en una estrella que explotó. Algunos de los escombros de la explosión eventualmente se asentaron en un disco orbitando el remanente estelar. El disco descubierto puede ser el primer paso en la formación de un nuevo y exótico tipo de sistemas planetarios; a diferencia de los sistemas conocidos, estos planetas pueden ser de los lugares más inhóspitos para la formación de vida, dada la intensa radiación que reciben de la estrella de neutrones.